# Kiedy miłość była zbrodnią
Kiedy miłość była zbrodnią (niem. Rassenschande)  – polsko-niemiecki film wojenny z 1967 roku.
Produkcja obrazuje funkcjonowanie ustanowionego przez Adolfa Hitlera prawa „czystości rasowej”, zabraniającego cudzoziemskim robotnikom wszelkich kontaktów z Niemcami. Przedstawiała cudzoziemców na przymusowych robotach w III Rzeszy. Za bliższe kontakty czekała obie strony śmierć, więzienie lub napiętnowanie. Dzieło w reżyserii Jana Rybkowskiego pokazano w marcu 1968 roku, jednak premiera stała się skandalem, więc reżysera oskarżono o antypolskość. Film "Kiedy miłość była zbrodnią" doprowadził do likwidacji Zespołu Filmowego Rytm kierowanego przez Jana Rybkowskiego.

## Obsada
- Sabine Bethmann jako Erika Badke
- Irena Karel jako Linda, córka Eriki
- Ewa Pflug jako magazynierka Inga
- Ann Smyrner jako Zuzanna Schwartz, właścicielka kawiarni
- Halina Kossobudzka jako szwagierka Zuzanny
- Helga Sommerfeld jako kelnerka Margerita
- Irena Horecka jako ciotka Margerity
- Magdalena Zawadzka jako Marika, polska robotnica
- Joachim Ansorge jako żołnierz niemiecki na urlopie
- Arkadiusz Bazak jako Władysław Olkiewicz, zatrudniony u Eriki
- Mark Damon jako jeniec amerykański, mulat
- Bruno O’Ya jako jeniec amerykański
- Jerzy Zelnik jako Roman, student podający się za cukiernika
- Maciej Damięcki jako kolega Romana
- Jarosław Skulski jako policjant
- Hanka Bielicka jako listonoszka
- Barbara Rachwalska jako przedstawicielka komisji do spraw rasowych